# 2014 في رومانيا
فيما يلي قوائم الأحداث التي وقعت خلال عام 2014 في رومانيا.

## أحداث
- 13 مايو – فيضانات جنوب شرق أوروبا 2014

## سياسة

### تعيين في المنصب
- 21 ديسمبر – كلاوس يوهانيس رئيس رومانيا [الإنجليزية]‏.

### انتهاء فترة المنصب
- 21 ديسمبر – ترايان باسيسكو رئيس رومانيا [الإنجليزية]‏.

## برامج ومسلسلات وأنمي
- أكاتسكي نو يونا

## موسيقى

### أغاني
من الأغاني التي صدرت هذه السنة في رومانيا:
- 1 يناير – حبيبي من غناء كوستي يونيتا.
- 15 أبريل – أغنية كولا من غناء إينا.

## وفيات

### يوليو
- 15 يوليو – إيدا بودينج (مواليد 1936)